# Franco Di Santo
Franco Matías Di Santo (Mendoza; 7 de abril de 1989) es un exfutbolista argentino. Se desempeñaba como delantero y actualmente se encuentra retirado.

## Trayectoria

### Audax Italiano
Se probó en las inferiores de Godoy Cruz Antonio Tomba de Mendoza y cuando tenía apenas 16 años de edad probó suerte en el fútbol chileno. Allí se convirtió en nuevo refuerzo de Audax Italiano. Durante el Clausura 2006 y el Apertura 2007, anotó 16 goles en 69 partidos, además convirtió un gol en seis partidos de la Copa Libertadores 2007. Luego, durante el Clausura 2007, anotó 12 goles en 17 partidos, así como un gol en 4 partidos en la Copa Sudamericana 2007.
Después de que Audax Italiano cayera en las semifinales del Clausura 2007 ante la Universidad de Concepción, el entrenador Raúl Toro comunicó la inminente salida del plantel de Carlos Villanueva Rolland y de Di Santo, quien hasta ese entonces tenía una oferta del Chelsea. 

### Chelsea
El 18 de diciembre de 2007, se concretó su transferencia al Chelsea. Fichó por 4 temporadas. Anotó en su debut con el equipo de reservas el 11 de febrero de 2008, contribuyendo a que su equipo lograra el empate a 2-2 contra el equipo de reservas de Fulham FC. Después de 2 meses, volvió a anotar con el equipo de reservas, esta vez ante las reservas de Reading FC, el 3 de marzo. El 15 de abril de 2008,anotó su primer triplete ante las reservas de Tottenham Hotspur, en el triunfo de su equipo por 3-0. En el último partido de la temporada,  anotó su séptimo gol ante Aston Villa. Finalizó la temporada 2007-08 con 12 goles anotados en 8 partidos.
Fue elegido para viajar con el primer equipo a la gira por China. Se le asignó el dorsal #36, aunque después tomó el dorsal #9. En el primer partido de la pretemporada, ante Guangzhou Evergrande, anotó su primer gol con el primer equipo de Chelsea, en la victoria por 4-0. Su segundo gol de la pretemporada fue ante Chengdu Blades, al anotar en el minuto 65 del encuentro, antes de que fuera sustituido por Nicolas Anelka 5 minutos después. En ese partido el Chelsea se impuso por 7-0.
El 31 de agosto de 2008, debutó en la Premier League en un partido ante Tottenham, sustituyendo a Nicolas Anelka. En ese partido empataron a un gol. También debutó en la Football League Cup contra Portsmouth el 24 de septiembre de 2008, sustituyendo en el minuto 79 a Didier Drogba. El partido terminó con una victoria 4-0 a favor de Chelsea, también debutó en la Liga de Campeones 2008-09 contra el CFR Cluj de Rumania, sustituyendo a Florent Malouda en el minuto 70. El juego terminó en un empate sin goles.
El 5 de octubre de 2008 hizo su segunda aparición en la Premier League ante Aston Villa, sustituyendo en el segundo tiempo a Nicolas Anelka. También hizo su segunda aparición en la Liga de Campeones ante AS Roma el 22 de octubre de 2008, sustituyendo a Salomon Kalou. El juego terminó con una victoria 1-0 de Chelsea. También tuvo su tercera aparición en la Premier League contra el Liverpool FC, sustituyendo en el minuto 58 a Salomon Kalou. El partido terminó en una derrota 1-0 de Chelsea.
El 3 de enero de 2009 hizo su debut en la FA Cup contra Southend United, entrando de cambio al comienzo del segundo tiempo. El partido terminó en un empate 0 a 0 en Stamford Bridge. Fue parte del equipo que llegó hasta las semifinales de la Liga de Campeones de la UEFA 2008-09 estando presente en 4 encuentros. En un partido contra Stoke City sustituyendo a Florent Malouda, contribuyendo con una asistencia de gol en el minuto 88 a Juliano Belletti para la anotación del 1-1. Luego Frank Lampard se encargaría de poner el 2-1 definitivo en el minuto 94.
Anotó su segundo gol con Chelsea el 26 de julio de 2009 en un partido de World Football Challenge ante el Club América de México al minuto 76, y también sirvió con una asistencia a Florent Malouda para la anotación del segundo gol. Al final, Chelsea se impuso por 2-0. En el año que jugó, compartió la delantera con Didier Drogba, Claudio Pizarro, Nicolas Anelka y Salomon Kalou.

### Blackburn Rovers
El 3 de agosto de 2009 fue cedido en préstamo al Blackburn Rovers hasta enero de 2010, debutando como titular 2 días después en un partido amistoso contra el Hibernian FC, saliendo de cambio al minuto 64 por David Hoilett. En ese partido el Blackburn Rovers y el Hibernian empataron a 0-0. También debutó con el Blackburn Rovers en la Premier League el 15 de agosto de 2009 en un partido contra el Manchester City, entrando de cambio en el minuto 65 por Jason Roberts. En ese partido el Blackburn Rovers es derrotado 2-0. El 22 de agosto de 2009 debutó como titular en la Premier League en un partido contra el Sunderland AFC. Sin embargo, se lesionó a los 15 minutos del partido, por lo que fue sustituido por Nikola Kalinić. Al final, el Blackburn Rovers es derrotado 2-1.
El 18 de octubre de 2009 anotó su primer gol en la Premier League con el Blackburn Rovers en un partido frente al Burnley FC, al haber anotado el gol que puso momentáneamente arriba al Blackburn por 2-1. En ese partido el Blackburn Rovers se llevó la victoria por 3-2. El 30 de diciembre, decidió extender su préstamo con el Blackburn hasta el fin de la temporada 2009-10. Sin embargo, tuvo menos participación que antes, ya que pasó de ser titular a suplente, sobre todo en los últimos partidos de la temporada. Su participación con el equipo bajó a tal grado que no fue seleccionado para disputar el último partido de la temporada ante el Aston Villa, en donde el Blackburn se impuso por 1-0.
Luego de haber terminado su período de cesión con el Blackburn, disputó un partido de pretemporada con el Chelsea el 17 de julio de 2010 ante el Crystal Palace, siendo sustituido al minuto 60 por Scott Sinclair. En ese partido, el Chelsea se impuso por 1-0. Su segundo partido de la pretemporada fue el 23 de julio de 2010 ante el Ajax Ámsterdam, siendo sustituido al minuto 64 por Milan Lalkovič. En ese partido, el Ajax se impuso por 3-1.

### Wigan Athletic
El 31 de agosto de 2010, fue vendido al Wigan Athletic, firmando un contrato de 3 años. Su debut en la Premier con el Wigan fue el 11 de septiembre de 2010 ante el Sunderland AFC, luego de haber entrado de cambio en el minuto 54 por Hendry Thomas. En ese partido, el Wigan y el Sunderland empataron a 1-1. Su segundo partido en la liga fue el 19 de septiembre de 2010 ante el Manchester City, en donde disputó los 90 minutos. En ese partido, el Wigan fue derrotado por 2-0. Sin embargo, su primer gol con el Wigan no sería sino hasta el 23 de abril de 2011 en la derrota por 4-2 ante el Sunderland AFC. El 25 de agosto anotó un tanto para el triunfo de Wigan 2 a 0 ante Southampton de visitante. El 1 de septiembre Di Santo consigue un gol ante el Stoke City, El 13 de enero marca un gol en el empate 1 a 1 ante el Fulham.
El 18 de mayo se coronó campeón de la F.A. Cup con el Wigan derrotando en la final al Manchester City 1 a 0, no obstante pocos días después el Wigan pierde con el Arsenal por la Premier League en un partido pendiente, el cual condenó al Wigan al descenso a segunda división. A partir del 30 de junio de 2013 quedaría como agente libre, tras no querer renovar con el Wigan. En su estadía en el Wigan compartió la delantera con el colombiano Hugo Rodallega y el chileno Ángelo Henríquez.

### Werder Bremen
El 14 de agosto de 2013 se anunció su fichaje por el Werder Bremen por tres temporadas. El 25 de julio de 2015 se anunció su salida del Werder Bremen. Compartió el equipo con su compatriota Santiago García.

### Schalke 04
De cara a la temporada de la Bundesliga 2015/16 fue fichado por el Schalke 04 por 4 temporadas. Concreto varios tantos con el conjunto alemán y pudo ponerle fin a una sequía innombrable de goles que ha tenido a lo largo de su carrera.

### Rayo Vallecano
En enero de 2019 abandonó el conjunto alemán y llega al Rayo Vallecano.

### Atlético Mineiro
El 6 de agosto de 2019 se oficializó su fichaje por Atlético Mineiro hasta 2020 con opción de ampliar su vinculación hasta 2022.

### San Lorenzo
El 10 de julio de 2020 llega a San Lorenzo como jugador libre, firmando contrato hasta el 31 de diciembre de 2023. Ha marcado 13 goles en San Lorenzo. El 28 de diciembre de 2021, quedó libre debido a que el club no le había pagado desde su llegada al equipo.

### Independiente Rivadavia
En enero de 2024 regresa al fútbol argentino procedente de la Universidad Católica para fichar por Independiente Rivadavia de la Primera División de Argentina. Desde Chile llegó con una lesión por lo que solo jugó en Independiente Rivadavia 52 minutos, hasta que el 15 de abril del mismo año decide junto con la dirigencia la rescisión de su contrato. Lo insólito es el reclamo de una deuda millonaria casi sin jugar.

## Selección nacional
En diciembre de 2006 recibió la llamada de Hugo Tocalli para sumarse a la selección de Argentina sub-20. A pesar del interés de Chile por contar con él, Di Santo decidió vestir la camiseta albiceleste, y el 6 de diciembre de 2006 debutó con la sub-20 justamente frente a Chile.
Di Santo jugó el Campeonato Sudamericano Sub-20 de 2007, en el que no tuvo un buen desempeño, jugó pocos partidos y marcó tan solo un gol frente a Venezuela en la victoria por 6-0. Hugo Tocalli no lo incluyó en el plantel que viajó a Canadá para jugar el Mundial Sub-20 de 2007.
En 2009 fue convocado nuevamente para integrar el seleccionado sub-20, dirigido entonces por Sergio Batista, de cara al Sudamericano en Venezuela pero su equipo, el Chelsea inglés se negó a cederlo debido a la lesión que sufría su compañero Didier Drogba.
El 30 de octubre de 2012 fue convocado para un partido amistoso entre la selección de Argentina y la de Arabia Saudita el 14 de noviembre de ese mismo año. Entró en el inicio del segundo tiempo. El 22 de enero de 2013 apareció en la lista del entrenador Alejandro Sabella para un amistoso contra Suecia, en el que Di Santo entró faltando 3 minutos en reemplazo de Gonzalo Higuaín. El 7 de febrero de 2013 fue convocado para los partidos contra Bolivia y Venezuela por las Eliminatorias Sudamericanas. El 13 de mayo de 2014 Di Santo apareció como una de las "sorpresas" de la lista de jugadores preseleccionados para la Copa Mundial de Fútbol de 2014, aunque finalmente no formó parte del plantel que viajó a Brasil.
| \| N.º \| Fecha \| Estadio \| Local \| Resultado \| Visitante \| Goles \| Competición \| \| --- \| ----------------------- \| ------------------------------- \| -------------- \| --------- \| --------- \| ----- \| ----------------- \| \| 1 \| 14 de noviembre de 2012 \| Rey Fahd, Riad, Arabia Saudita, \| Arabia Saudita \| 0-0 \| Argentina \| \| Amistoso \| \| 2 \| 6 de febrero de 2013 \| Ullevi, Västra Götaland, Suecia \| Suecia \| 2-3 \| Argentina \| \| Amistoso \| \| 3 \| 26 de marzo de 2013 \| Hernando Siles, La Paz, Bolivia \| Bolivia \| 1-1 \| Argentina \| \| Elim. Brasil 2014 \| |                         |                                 |                |           |           |       |                   |
| N.º | Fecha                   | Estadio                         | Local          | Resultado | Visitante | Goles | Competición       |
| 1 | 14 de noviembre de 2012 | Rey Fahd, Riad, Arabia Saudita, | Arabia Saudita | 0-0       | Argentina |       | Amistoso          |
| 2 | 6 de febrero de 2013    | Ullevi, Västra Götaland, Suecia | Suecia         | 2-3       | Argentina |       | Amistoso          |
| 3 | 26 de marzo de 2013     | Hernando Siles, La Paz, Bolivia | Bolivia        | 1-1       | Argentina |       | Elim. Brasil 2014 |

## Estadísticas
| Club                              | Div.          | Temporada     | Liga  | Liga  | Copas nacionales | Copas nacionales | Copas internacionales | Copas internacionales | Total | Total |
| Club                              | Div.          | Temporada     | Part. | Goles | Part.            | Goles            | Part.                 | Goles                 | Part. | Goles |
| --------------------------------- | ------------- | ------------- | ----- | ----- | ---------------- | ---------------- | --------------------- | --------------------- | ----- | ----- |
| Audax Italiano · Chile            | 1.ª           | 2006          | 24    | 7     | —                | —                | —                     | —                     | 24    | 7     |
| Audax Italiano · Chile            | 1.ª           | 2007          | 37    | 7     | —                | —                | 10                    | 2                     | 47    | 9     |
| Audax Italiano · Chile            | Total club    | Total club    | 61    | 14    | 0                | 0                | 10                    | 2                     | 71    | 16    |
| Chelsea Inglaterra                | 1.ª           | 2008-09       | 8     | 0     | 5                | 0                | 3                     | 0                     | 16    | 0     |
| Chelsea Inglaterra                | Total club    | Total club    | 8     | 0     | 5                | 0                | 3                     | 0                     | 16    | 0     |
| Blackburn Rovers Inglaterra       | 1.ª           | 2009-10       | 22    | 1     | 2                | 0                | —                     | —                     | 24    | 1     |
| Blackburn Rovers Inglaterra       | Total club    | Total club    | 22    | 1     | 2                | 0                | 0                     | 0                     | 24    | 1     |
| Wigan Athletic Inglaterra         | 1.ª           | 2010-11       | 25    | 1     | 4                | 0                | —                     | —                     | 29    | 1     |
| Wigan Athletic Inglaterra         | 1.ª           | 2011-12       | 32    | 7     | 1                | 0                | —                     | —                     | 33    | 7     |
| Wigan Athletic Inglaterra         | 1.ª           | 2012-13       | 35    | 5     | —                | —                | —                     | —                     | 35    | 5     |
| Wigan Athletic Inglaterra         | Total club    | Total club    | 92    | 13    | 5                | 0                | 0                     | 0                     | 97    | 13    |
| Werder Bremen · Alemania          | 1.ª           | 2013-14       | 23    | 4     | —                | —                | —                     | —                     | 23    | 4     |
| Werder Bremen · Alemania          | 1.ª           | 2014-15       | 26    | 13    | 2                | 1                | —                     | —                     | 28    | 14    |
| Werder Bremen · Alemania          | Total club    | Total club    | 49    | 17    | 2                | 1                | 0                     | 0                     | 51    | 18    |
| Schalke 04 · Alemania             | 1.ª           | 2015-16       | 25    | 2     | 2                | 1                | 7                     | 5                     | 34    | 8     |
| Schalke 04 · Alemania             | 1.ª           | 2016-17       | 12    | 0     | 1                | 0                | 2                     | 0                     | 15    | 0     |
| Schalke 04 · Alemania             | 1.ª           | 2017-18       | 30    | 3     | 4                | 1                | —                     | —                     | 34    | 4     |
| Schalke 04 · Alemania             | 1.ª           | 2018-19       | 4     | 0     | 0                | 0                | 1                     | 0                     | 5     | 0     |
| Schalke 04 · Alemania             | Total club    | Total club    | 71    | 5     | 7                | 2                | 10                    | 5                     | 88    | 12    |
| Rayo Vallecano · España           | 1.ª           | 2018-19       | 6     | 0     | —                | —                | —                     | —                     | 6     | 0     |
| Rayo Vallecano · España           | Total club    | Total club    | 6     | 0     | 0                | 0                | 0                     | 0                     | 6     | 0     |
| Atlético Mineiro · Brasil         | 1.ª           | 2019          | 21    | 3     | 8                | 3                | 4                     | 1                     | 33    | 7     |
| Atlético Mineiro · Brasil         | Total club    | Total club    | 21    | 3     | 8                | 3                | 4                     | 1                     | 33    | 7     |
| San Lorenzo Argentina             | 1.ª           | 2020          | 6     | 0     | —                | —                | —                     | —                     | 6     | 0     |
| San Lorenzo Argentina             | 1.ª           | 2021          | 19    | 6     | 9                | 4                | 5                     | 3                     | 33    | 13    |
| San Lorenzo Argentina             | Total club    | Total club    | 34    | 10    | 1                | 0                | 5                     | 3                     | 39    | 13    |
| C. Tijuana · México               | 1.ª           | 2022-23       | 15    | 2     | —                | —                | —                     | —                     | 15    | 2     |
| C. Tijuana · México               | Total club    | Total club    | 15    | 2     | 0                | 0                | 0                     | 0                     | 15    | 2     |
| Universidad Católica · Chile      | 1.ª           | 2023          | 19    | 2     | 4                | 0                | 1                     | 0                     | 24    | 2     |
| Universidad Católica · Chile      | Total club    | Total club    | 19    | 2     | 4                | 0                | 1                     | 0                     | 24    | 2     |
| Independiente Rivadavia Argentina | 1.ª           | 2024          | 0     | 0     | 1                | 0                | —                     | —                     | 1     | 0     |
| Independiente Rivadavia Argentina | Total club    | Total club    | 0     | 0     | 1                | 0                | 0                     | 0                     | 1     | 0     |
| Total carrera                     | Total carrera | Total carrera | 398   | 67    | 35               | 6                | 33                    | 11                    | 466   | 84    |
| 1. 2.                             |               |               |       |       |                  |                  |                       |                       |       |       |

## Palmarés

### Títulos nacionales
| Título | Club           | País       | Año  |
| ------ | -------------- | ---------- | ---- |
| FA Cup | Chelsea        | Inglaterra | 2009 |
| FA Cup | Wigan Athletic | Inglaterra | 2013 |